# Franco Turus
Franco Emanuel Turus (Provincia de Córdoba, 9 de septiembre de 1986) es un exfutbolista argentino que se desempeñó como defensor. Se retiró vistiendo los colores de Central Norte de salta , actualmente es entrenador de fútbol con licencia PRO.Llega Franco Turus a Central Norte, diario El Tribuno</ref>

## Carrera
Debutó con 18 años en Instituto de Córdoba en 2005.

### Clubes
| Club                 | País      | Año               |
| -------------------- | --------- | ----------------- |
| Instituto de Córdoba | Argentina | 2005 - 2008       |
| Juventud Antoniana   | Argentina | 2008 - 2009       |
| Sportivo Patria      | Argentina | 2010 - 2012       |
| Textil Mandiyú       | Argentina | 2013 - 2014       |
| Sol de América       | Argentina | 2015              |
| Central Norte        | Argentina | 2016 - 2017       |
| Sportivo Patria      | Argentina | 2018              |
| Central Norte        | Argentina | 2018 - actualidad |